# Pajama Farm√13
Pajama Farm√13（パジャマファームルートじゅうさん）は、2013年（平成25年）7月にデビューし2016年（平成28年）3月まで福岡県北九州市を拠点に活動していた日本のローカルアイドルグループである。略称はぱじゃるー。

## 概要
北九州市小倉北区のあるあるCity7階に設置された「あるあるYY劇場」ではHKT48等を起用した『あるあるYYテレビ』が制作され、TVQ九州放送で放送されていたが、2013年3月末で終了。これに代わる企画として始められた“あるあるYYドリーム☆オーディション”で選ばれた10人と、福岡市で女子大生により運営されていた“パジャコレ博多”のOGの8人を合わせた、計18人で結成。パジャマを基本的なコスチュームとして、各地域の活性化や、九州の野菜の促進、各農村や村などの地域に貢献する「地域活性化放課後アイドル」として誕生した。
グループ名の由来として、Pajama＝パジャマをコスチュームとし、Farm＝小倉を農園に例え、あるあるYY劇場という農場から生まれて“のびのびゆる～く”育っていくアイドルとしている。各メンバーにはそれぞれ「担当野菜」が決められており、自己紹介もそれに絡めたものとなっている。なお、「√13」は拠点である北九州から延びる2つの国道（国道10号線と国道3号線）の数字を合わせたものである。
ただ、年齢的に大学生の場合は学業との両立の難しさ・就職活動入りなどの問題があることから、結成から半年経たずに3分の1のメンバーが離れ、2015年9月には5人だけとなってしまった。そうした状況下でも、北九州活性化に向け様々な活動を繰り広げたものの、同年いっぱいで活動の拠点だったあるあるYY劇場が入居先都合で閉鎖されたことが大きく影響し、2016年1月30日、福岡市内で行われたライブイベントにおいて、同年3月をもって解散することを発表した。

## 略歴

### 2013年
- 7月29日 - 劇場にてデビュー
- 8月23日 - ファーストライブ
- 11月16日 - セカンドライブ
- 12月21日 - X'masライブ　同ライブにて、初めてとなるオリジナル曲が発表された。

### 2014年
- 1月27日 - 小倉の情報発信基地を目的とした街づくり団体「We Love 小倉協議会」のPRキャラクターに就任、テーマソング「Tomorrow」を初披露[4]。
- 3月12日 - 「ぱじゃるーすぺしゃる」として、メンバー12名全員が参加。番組内で、青島広子、山下友里江、中西安奈、藤原エリカの4名の卒業を発表。
- 3月31日 - 「ゲツモクLIVE」が劇場側の都合で終了[5]。翌日から金曜日を加えた「ゲツキンLIVE」にリニューアル[6]。
- 4月2日 - RKBラジオでレギュラー番組『ぱじゃるーのパジャマdeナイト!』が始まる[7]。
- 6月11日 - We Love 小倉協議会テーマソング「Tomorrow」を含む、ファーストミニアルバム「Tomorrow~明日の風にのって~」発売。

### 2015年
- 8月30日 - 岡野唯、中島郁奈、永田祐香里がこの日の特別公演をもって卒業[8]。
- 12月31日 - 活動拠点としていたあるあるYY劇場が入居先のあるあるCityの都合により閉鎖。

### 2016年
- 1月30日 - 博多リバレインホールで行ったイベントの席上で、同年3月での解散を発表[9]。
- 3月22日 - RKBラジオ『ぱじゃるーのパジャマdeナイト!』最終回。
- 3月25日 - 福岡市・ビブレホールなどでのイベントをもって、ぱじゃるーとしてのすべての活動を終了[10]。

## メンバー

### 解散時最終メンバー
| 名前        | よみ              | 担当野菜     | ニックネーム         | 生年月日               | 備考                |
| ----------- | ----------------- | ------------ | -------------------- | ---------------------- | ------------------- |
| 伊藤 菜月   | いとう なつき     | アスパラガス | なっちゃん           | 1993年11月20日（31歳） |                     |
| 﨑野 萌     | さきの もえ       | いちご       | もえころ →もえ       | 1994年1月19日（31歳）  | 解散後Showtitle所属 |
| 塩見 あり紗 | しおみ ありさ     | ピーマン     | ありぴょん           | 1992年5月29日（32歳）  |                     |
| 清木場 恭子 | せいこば きょうこ | オクラ       | きょん               | 1993年9月18日（31歳）  |                     |
| 畑 めぐみ   | はた めぐみ       | じゃがいも   | めぐみん →ちゃんちん | 1993年6月21日（31歳）  |                     |

### 元メンバー
| 名前        | よみ            | 担当野菜     | ニックネーム     | 生年月日               | 備考 |
| ----------- | --------------- | ------------ | ---------------- | ---------------------- | --- |
| 青島 広子   | あおしま ひろこ | カリフラワー | ひーちゃん       | 1993年12月25日（31歳） | 2014年3月12日付けで卒業                                                                                  |
| 岡野唯      | おかの ゆい     | トマト       | おかぴー         | 1993年5月26日（31歳）  | パジャコレ博多からの参加者 2015年8月30日付けで卒業 のち宮崎放送・NHK福岡放送局・テレビ新広島アナウンサー |
| 辻野 芙香   | つじの ふみか   | 白菜         | ふーちゃん       |                        | パジャコレ博多からの参加者                                                                               |
| 中西 安奈   | なかにし あんな | なすび       | あんなすび       | 1993年9月16日（31歳）  | 2014年3月12日付けで卒業                                                                                  |
| 中島 郁奈   | なかしま ふみな | キャベツ     | ふーみん         | 1993年4月6日（31歳）   | 2015年8月30日付けで卒業                                                                                  |
| 永田 祐香里 | ながた ゆかり   | 三つ葉       | ゆかりん →ろっく | 1992年3月30日（33歳）  | 2015年8月30日付けで卒業                                                                                  |
| 藤原 エリカ | ふじわら えりか | ほうれんそう | えーりかさん     | 1993年1月22日（32歳）  | 2014年3月12日付けで卒業                                                                                  |
| 安田 聡美   | やすだ さとみ   | セロリ       | さとみん         | ‐                      | 2013年10月7日付で脱退                                                                                    |
| 山下 友里江 | やました ゆりえ | かいわれ大根 | ゆりえってぃ     | 1993年12月24日（31歳） | 2014年3月12日付けで卒業                                                                                  |

## 出演

### ライブ
- ゲツモクLIVE - あるあるYY劇場（毎週月曜～木曜）。毎回、メンバーのうち3名ごとに出演し、うち1名が進行の助手を務める。2014年4月からは「ゲツキンLIVE」に。

### ラジオ
- GIRLS☆PUNCH 火曜日（RKBラジオ、2014年4月2日から）
出演：リーダー永田、﨑野→（2015年9月から）﨑野、清木場

### ロケ
- 街かどTV メイトなう。- 金曜日（2014年7月4日から）
黒崎商店街の地域活性化を目的に、金曜日の夕方5時からクロサキメイト内のお店の店頭から生中継を行っていた番組。開始から半年分の一部がYouTubeにて公開されている。